# Pablo Burchard Eggeling

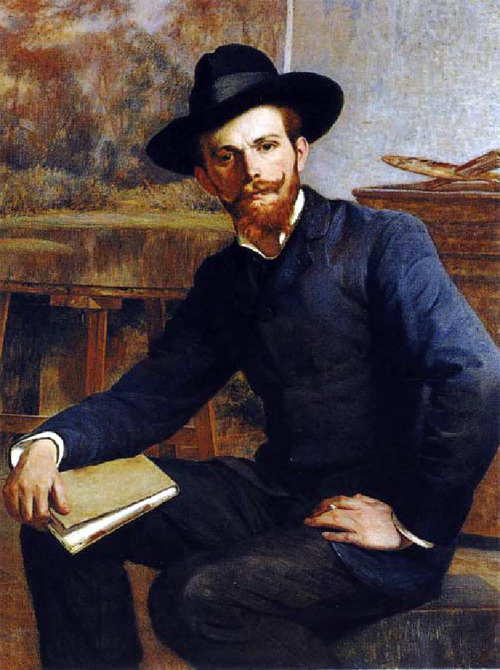
Pedro Lira, Porträt des Pablo Burchard Eggeling

Pedro Pablo Burchard Eggeling (* 4. November 1875 in Santiago de Chile; † 13. Juli 1964 ebenda) war ein chilenischer Maler.
Der Sohn des deutschen Architekten Teodoro Burchard studierte zunächst Architektur an der Universidad de Chile und nahm daneben Malunterricht bei José Miguel Campos. Später war er an der Academia de Bellas Artes Schüler von Cosme San Martín, Pedro Lira und Fernando Álvarez de Sotomayor. Einige Zeit gehörte er der Colonia Tostoyana an, einer Gruppe junger Intellektueller und Künstler, zu denen u. a. Augusto D’Halmar, Fernando Santiván, Julio Ortíz de Zárate, José Backhaus, Benito Rebolledo, Rafael Valdés und Carlos Canut de Bon zählten. 1903 unterrichtete er an der Escuela Secundaria von Talca, später gab er Malkurse am Liceo de Niñas N° 6 in Santiago.
Ab 1910 organisierte Burchard gemeinsam mit Manuel Nuñez Ausstellungen im Museo Nacional de Bellas Artes. Von 1932 bis 1959 hatte er den Lehrstuhl für Malerei an der Escuela de Bellas Artes inne, von 1932 bis 1935 war er zudem deren Direktor. 1946 wurde er mit dem Premio Nacional de Arte ausgezeichnet, 1955 wurde er zum akademischen Mitglied der Universidad de Chile berufen. 
Werke Burchards befinden sich u. a. im Besitz des Museo Nacional de Bellas Artes, des Museo de Arte Contemporáneo der Universidad de Chile, des Museo Arqueologico y de Bellas Artes in La Serena und des Museo de Arte y Artesanía. Als Maler wurden auch seine Kinder Pablo Burchard Aguayo und Cuca Burchard und seine Enkel Carolina und Gonzalo Landea bekannt.